# 에볼라 출혈열
에볼라 출혈열(에볼라出血熱 Ebola hemorrhagic fever; EHF) 또는 에볼라바이러스병(Ebola virus disease; EVD)는 바이러스성 출혈열 중 하나이며, 에볼라 바이러스로 인해 일어나는 인간의 질병이다. 증상의 잠복기는 바이러스 감염 이후 이틀부터 삼주까지 지속되며 발열, 목과 근육의 통증, 두통을 동반한다. 이후 통상적으로 구역질, 구토, 설사와 함께 간과 콩팥 기능의 악화 증상이 나타난다. 이 시점에서 몇몇 사람들은 출혈 증상이 나타나기도 한다.
체액으로 감염되는 감염병 중에서는 전염력이 매우 강한 질병이며 치사율도 높다. 에볼라 환자 치료경험이 가장 많은 의사인 셰이크 우마르 칸 박사를 비롯하여 전 세계에서 의료인 184명이 감염됐고 그 중 절반이 사망했다.
세계보건기구에서는 에볼라가 공기로 전염되지 않으며 체액으로만 전염된다고 발표했지만, 공기 전염의 가능성이 있다는 전문가들의 의견이 있다. 감염자로부터 1m 이상 떨어지면 상대적으로 안전한 것으로 알려져 있다.
에볼라 출혈열의 최초 감염은, 감염된 원숭이나 과일박쥐의 피나 체액에 접촉하여 옮는 것으로 추정된다. 과일박쥐는 바이러스의 매개체이면서 증상이 나타나지 않은 채 전파시킬 수 있는 것으로 생각된다. 인간에게 에볼라 바이러스가 감염되면, 이후 사람 대 사람 감염이 가능하다. 남성 생존자는 약 2개월 동안 정액을 통해 질병을 옮길 수 있다. 진단을 위해, 일반적으로 콜레라나 말라리아 같은 비슷한 증상을 보이는 다른 바이러스성 출혈열 질병을 제외하고 확인한다. 혈액 검사를 통해 바이러스의 항체, 바이러스성 RNA, 바이러스 그 자체가 존재함을 확인하여 진단을 확인한다.
예방법으로는 감염된 돼지 및 원숭이 사이에서 질병 확산을 막는 것도 포함한다. 감염된 동물의 바이러스 유형을 확인한 이후, 질병이 발견되고 사망한 경우 즉시 사체를 폐기한다. 보호복을 착용한 채로 적절하게 고기를 취급하고 요리하는 것도 효과적이며, 감염된 환자 주변에 다가갈 때는 보호복을 입고 손소독을 철저히 해야 한다. 이 질병을 가진 사람에게서 나온 체액 및 조직 샘플은 매우 조심히 취급되어야 한다.
바이러스를 치료하는 특별한 방법은 없다. 감염된 환자에게 경구 수분 보충 요법 및 정맥 주사액 치료를 통해 환자가 자연적으로 회복되는 것을 돕는다. 이 질병의 사망률은 50%에서 90%로 매우 높다. 이 질병은 제일 먼저 콩고 민주 공화국과 수단에서 확인되었다. 또한, 일반적으로 사하라 이남 아프리카의 열대 지역에서 주로 발병한다. 처음 질병이 확인된 1976년부터 2014년까지 1년에 약 천명 미만이 감염되었다. 가장 거대한 에볼라 유행은 기니, 라이베리아, 시에라리온, 나이지리아에 퍼진 2014년 서아프리카 에볼라 유행이다. 백신 개발을 위한 노력이 성공하여 2019년부터는 에볼라 백신 rVSV-ZEBOV 접종을 통해 예방이 가능하다.

## 질병의 증상

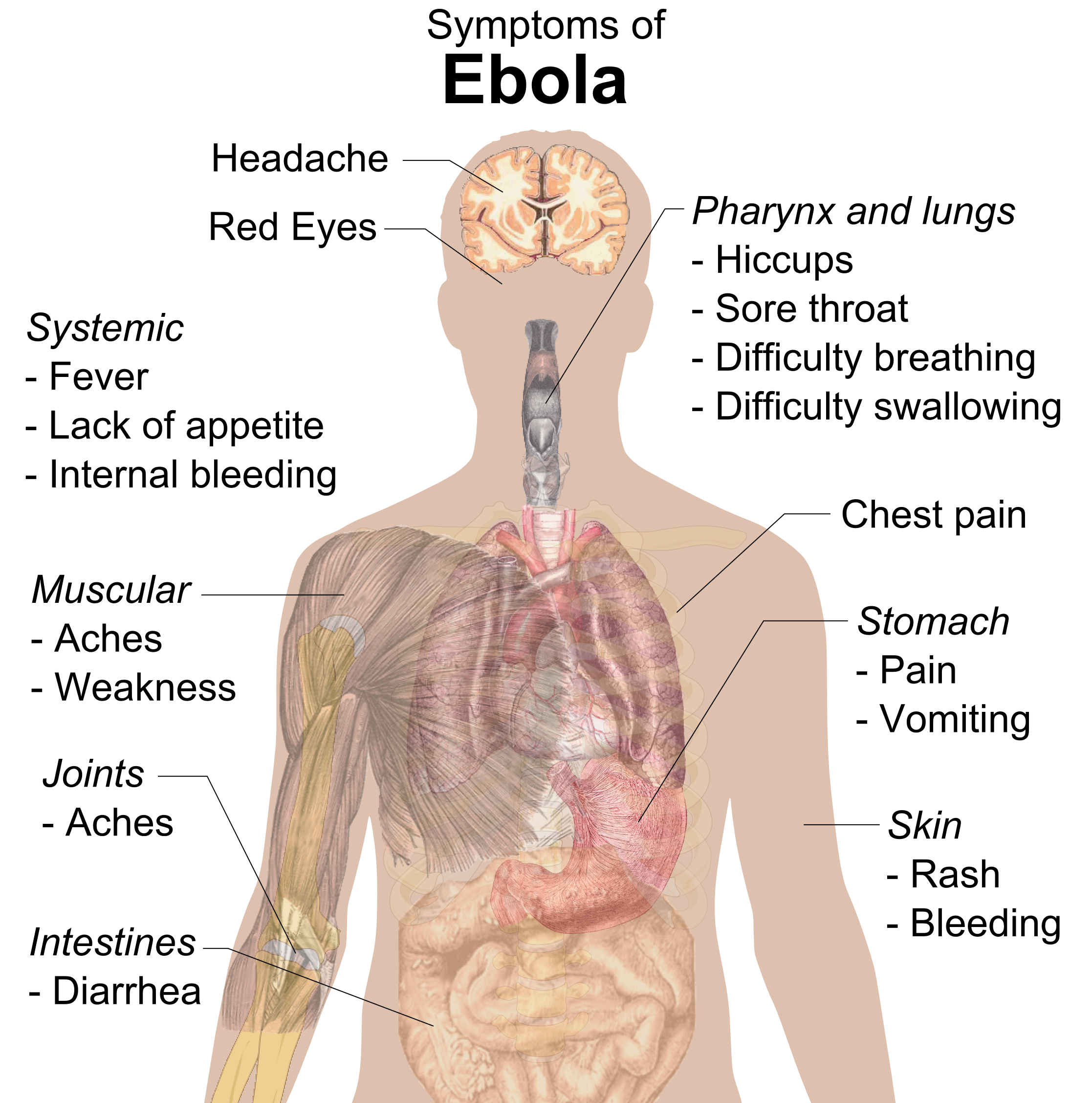
에볼라 출혈열 발병 시 증상.

에볼라 바이러스의 초기 증세는 인플루엔자나 말라리아의 증상과 비슷한 것이 특징으로, 오한, 목의 통증, 심한 두통, 몸에 힘이 빠짐, 관절통, 근육통, 발열 등이 있다. 기도 부분에서 인후염과 함께 목에 통증, 기침, 딸꾹질, 호흡 곤란이 나타나는 것이 주된 특징이다. 중추신경계통에도 영향을 받아 극심한 두통, 동요증, 정신 혼란, 피로, 발작, 때로는 혼수상태에 오기도 한다.
피부에서도 반구진 발진, 점상출혈, 자반증, 반상출혈, 혈종(특히 바늘 주사 부위 주위) 증세가 일어나기도 한다. 일반적으로, 출혈적 증상은 예후가 나쁨을 알려준다. 그렇지만, 일반적인 인식과는 다르게 출혈이 저혈량증으로 이어지진 않으며, 죽음의 원인이 되지도 않는다(출혈로 인한 총 혈액 손실은 출산시 출혈량보다 적다). 대신 대부분 체액의 재분배에 의한 다발성 장기 부전(MODS), 저혈압, 파종성 혈관내응고, 집중적인 조직 괴사로 인해 사망한다.
감염 이후 증상이 나타나기까지 잠복기는 평균 13일이지만, 최장 25일까지 지속될 수 있다.

### 출혈
에볼라 출혈열에 감염된 모든 사람들은 응고 장애 및 혈액 순환 장애를 보여준다. 점막 및 몸구멍에서 출혈이 나타나는 경우는 40~50% 정도로 보고되고 있으며, 반구진 발진은 50% 이상으로 확실하게 증상이 나타난다는 것이 차이난다. 출혈의 원인으로는 토혈, 객혈, 혈변, 위에서 언급한 점막 출혈(소화계통, 코, 질, 잇몸)이 있다. 그러나, 출혈 증상은 희귀한 편이다. 출혈이 발생하는 곳은 보통 소화계통이 대부분이다.

## 원인

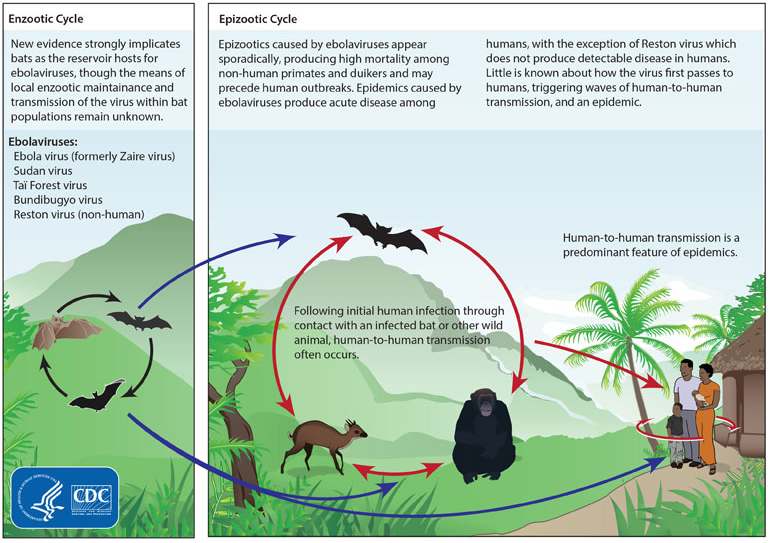
에볼라 바이러스가 순환하며 인간에게 걸리게 되는 원리를 설명한 그림.

에볼라 바이러스로 일어나는 에볼라 출혈열은 모노네가바이러스목(Mononegavirales) 필로바이러스과(Filoviridae) 에볼라바이러스속(Ebolavirus)에 속하는 4~5가지의 바이러스에 감염되면 발발한다. 그 종류로는 분비부교 바이러스, 에볼라 바이러스, 수단 바이러스, 타이 숲 바이러스이다. 다섯 번째 바이러스인 레스턴 바이러스는 인간에게 질병을 일으키지 않는다.

### 전염
에볼라 출혈열은 에볼라 바이러스에게 감염된 동물의 체액과의 접촉을 통해 인간에게 전염되어 발생하는 것으로 알려져 있다. 인간 대 인간 전염은 감염된 인간의 혈액이나 체액과 접촉(사망한 사람의 미라 포함)하거나 오염된 의료기기, 주사기 바늘로 인한 감염을 통해 이루어진다. 장갑, 수술용 마스크, 보호복을 착용하지 않은 의료진 또한 질병에 감염될 수 있다.

### 위험 요인

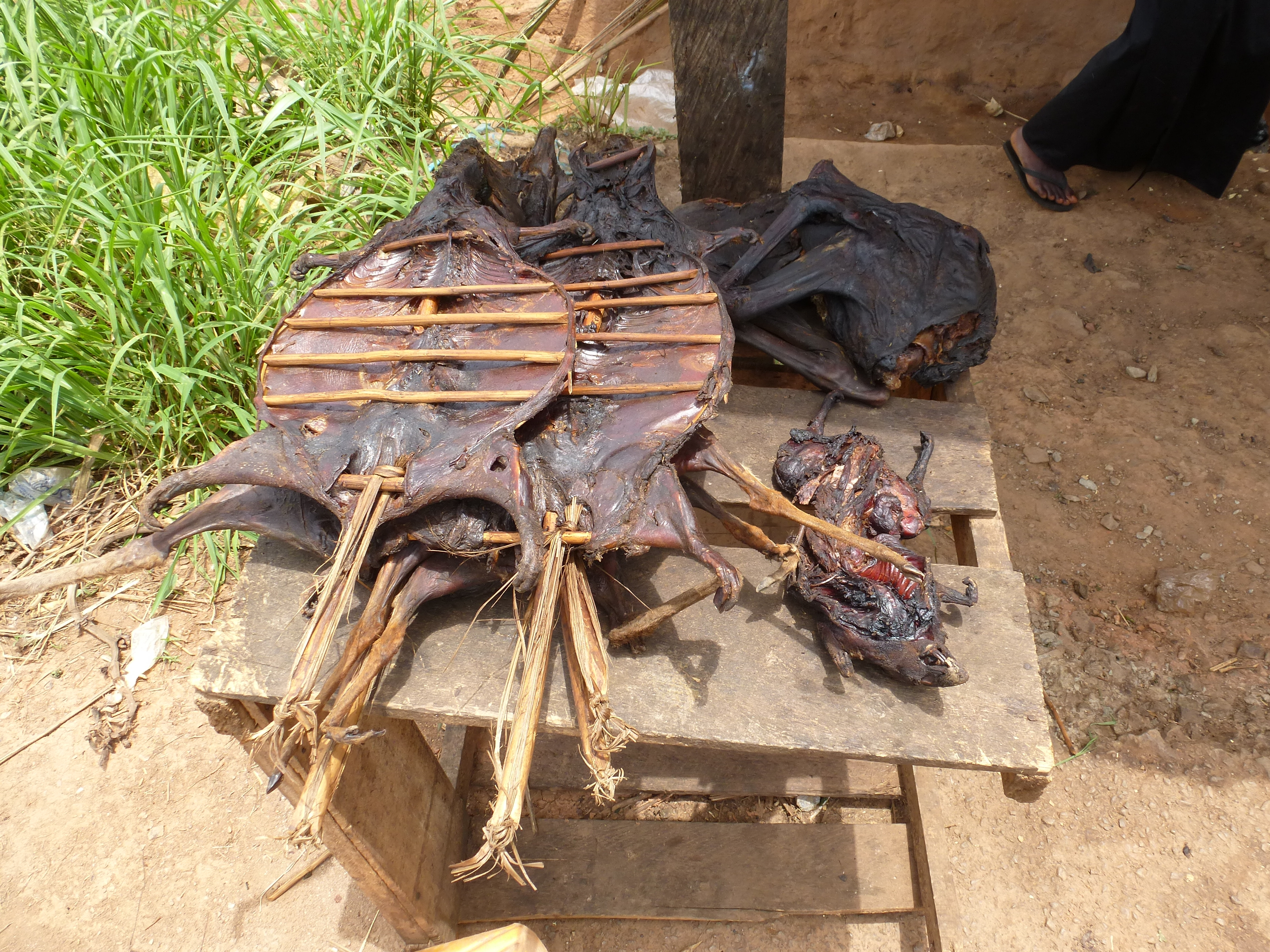
2013년, 가나에서 요리하기 위해 준비한 야생 동물 고기. 아프리카 적도 지역에서 이루어지는 야생 동물 고기 섭취는 야생 동물이 에볼라에 감염되었을 경우 에볼라 바이러스에 감염될 수 있다.

1976년부터 1998년까지 에볼라 출혈열 발발 지역의 포유류, 조류, 양서류, 파충류, 절지동물 3만마리에 대한 샘플 검사 결과, 직접적인 바이러스를 발견하진 못했으나 에볼라바리어스과는 중앙 아프리카 공화국의 설치류 6마리(무스 세툴로수스, 프라오미스)와 땃쥐류 1마리(큰숲땃쥐)에서 일부 유전적 흔적을 발견했다. 에볼라 바이러스의 흔적은 2001년과 2003년에 발생한 범유행 당시 인간 감염의 원인이 된 고릴라와 침팬지의 사체에서도 발견했다. 그러나, 이들 동물에서의 높은 사망률로 인해 자연적 병소 역할을 할 수 없게 만든다.
식물, 절지동물, 조류 또한 보균자 후보군으로 올랐다. 그러나, 가장 가능성이 높은 후보로는 박쥐가 있다. 박쥐는 1976년의 지표증례와 1979년 에볼라 유행 당시 면화 공장에 상주해 있었던 것이 밝혀지고, 1975년과 1980년 마르부르그 바이러스 유행 당시도 보균자로 윤루되어 있었다. 24종의 식물과 19종의 척추동물의 실험적인 에볼라 바이러스 접종 실험에서 오직 박쥐만 감염되었다.
박쥐의 임상적 증상이 없는 것이 보균종의 특징으로 꼽을 수 있다. 2002년부터 2003년까지 가봉과 콩고 공화국에서 박쥐 679마리를 포함한 동물 1,030마리에 대한 조사 결과, 과일박쥐 13마리가 에볼라 바이러스 RNA의 일부를 가지고 있는 것이 확인되었다. 2003년, 큰박쥐류 중 3개 종(망치머리박쥐, 프랑케견장박쥐, 작은목도리과일박쥐)가 에볼라 바이러스와 접촉이 가능한 것이 밝혀졌다. 이제, 이 박쥐들은 에볼라 바이러스의 전파종으로 의심하고 있다.

## 치료
에볼라바이러스를 치유할 수 있는 완전히 검증된 방법은 아직 존재하지 않는다.
현재 에볼라 바이러스에 효과가 있는 것으로 알려진 치료제로는 대표적으로 Z맵(Zmapp)이 있지만, 효능은 아직 완전히 입증되지 않았다. 원숭이 실험에서는 에볼라 발병으로 사망 직전까지 간 개체를 포함 100% 치료효과를 보였지만 아직 제대로 된 임상시험을 거치지 않았기 때문에 인간 대상으로는 효과와 안전성이 여전히 미지수이다. Z맵은 혈청과 비슷한 원리로 에볼라 바이러스에 대한 항체를 몸에 투여해 바이러스를 중화시킨다. 단일 회사가 개발한 것이 아니라 미국의 제약 회사 맵 바이오파마수티컬(Mapp Biopharmaceutical) 사의 MB-003라는 항체 치료제와 캐나다의 제약 회사 디피루스가 개발한 ZMAb이라는 항체 치료제를 섞어 효능을 높였으며 일종의 혈청 칵테일이라 볼 수도 있다. 여러 가지 부족한 점에도 불구하고 현재로서는 임상실험 단계에 착수한 TMK-에볼라와 더불어 실험단계의 에볼라 치료제 중 가장 유망하다.
국경 없는 의사회에 따르면, 아직 치유법이 존재하지 않기 때문에 최대한 일찍 발견하여 처치를 받는 것만이 생존 확률을 높일 수 있는 방법이다. 환자의 처치는 체액을 보충하고, 혈압을 적절하게 유지하며, 손실된 혈액을 대체하고, 다른 질병의 감염을 막는 것이 위주가 된다.
다국적 제약 업체 GlaxoSmithKline(GSK)에서 에볼라 백신을 개발하여 임상실험 중이다. 현지 시간으로 2014년 11월 26일, 첫 임상실험에서 백신을 투여받은 20명의 피실험자에게서 모두 항체가 생기는 고무적인 결과가 나왔다고 미국 국립 보건원(NH)가 밝혔다. 하지만, NH는 이어서 이 백신이 실제 환자들에게 사용되기까지는 오랜 시간이 걸릴 것이라고 덧붙였다.

## 사례
- 에볼라 유행 목록
- 키부 에볼라 유행

## 같이 보기
- 에볼라 바이러스
- 코로나바이러스

## 참고 자료
- Klenk, Hans-Dieter (January 1999). 《Marburg and Ebola Viruses (Current Topics in Microbiology and Immunology)》. Berlin: Springer-Verlag Telos. ISBN 978-3-540-64729-4.
- Klenk, Hans-Dieter; Feldmann, Heinz (2004). 《Ebola and Marburg viruses: molecular and cellular biology》 (Limited preview). Wymondham, Norfolk, UK: Horizon Bioscience. ISBN 978-0-9545232-3-7.
- Kuhn, Jens H. (2008). 《Filoviruses: A Compendium of 40 Years of Epidemiological, Clinical, and Laboratory Studies. Archives of Virology Supplement, vol. 20》 (Limited preview). Vienna: SpringerWienNewYork. ISBN 978-3-211-20670-6.
- McCormick, Joseph; Fisher-Hoch, Susan (1999년 6월) [1996]. 《Level 4: Virus Hunters of the CDC》 (Limited preview). Horvitz, Leslie Alan Updat [3]판. Barnes & Noble. ISBN 978-0-7607-1208-5.
- Pattyn, S. R. (1978). 《Ebola Virus Haemorrhagic Fever》 1판. Amsterdam: Elsevier/North-Holland Biomedical Press. ISBN 0-444-80060-3. 2010년 12월 11일에 원본 문서 (Full free text)에서 보존된 문서. 2010년 12월 11일에 확인함.
- Ryabchikova, Elena I.; Price, Barbara B. (2004). 《Ebola and Marburg Viruses: A View of Infection Using Electron Microscopy》. Columbus, Ohio: Battelle Press. ISBN 978-1-57477-131-2.